# 克卢伊斯
克卢伊斯是德国梅克伦堡-前波莫瑞州的一个市镇。总面积21.40平方公里，总人口419人，其中男性216人，女性203人（2011年12月31日），人口密度20人/平方公里。